# پارک اسنلمان

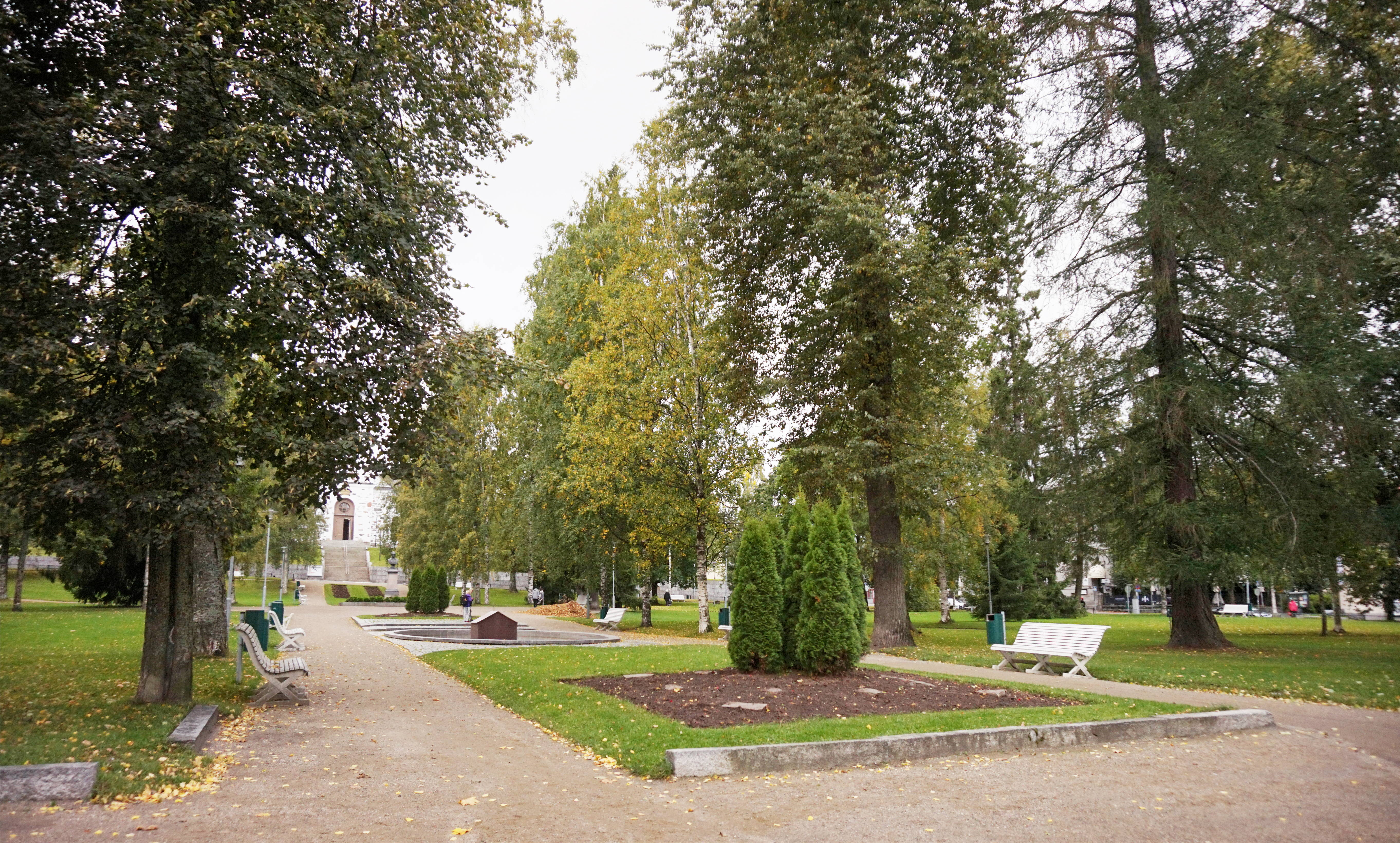
پارک اسنلمن در سال ۲۰۱۷

پارک اسنلمان (انگلیسی: Snellman Park، فنلاندی: Snellmaninpuisto) قدیمی‌ترین پارک در شهر کوئوپیو، فنلاند است که در منطقه واهتی‌ووئوری در مرکز شهر بین خیابان‌های کائوپاکاتو و خیابان مینا کانت، در بلوک مجاور کلیسای جامع کوئوپیو واقع شده است. این پارک مساحتی بالغ بر ۱.۴ هکتار را پوشش می‌دهد. امروزه، این پارک و اطراف آن بخشی از پارک ملی شهر کووپیو هستند که در اواخر سال ۲۰۱۷ تأسیس شد. این پارک به نام یوهان ویلهلم اسنلمان (۱۸۰۶–۱۸۸۱)، سناتور و فنومان است که از کوئوپیو و جاهای دیگر بر امور دوک‌نشین بزرگ تأثیر گذاشت.

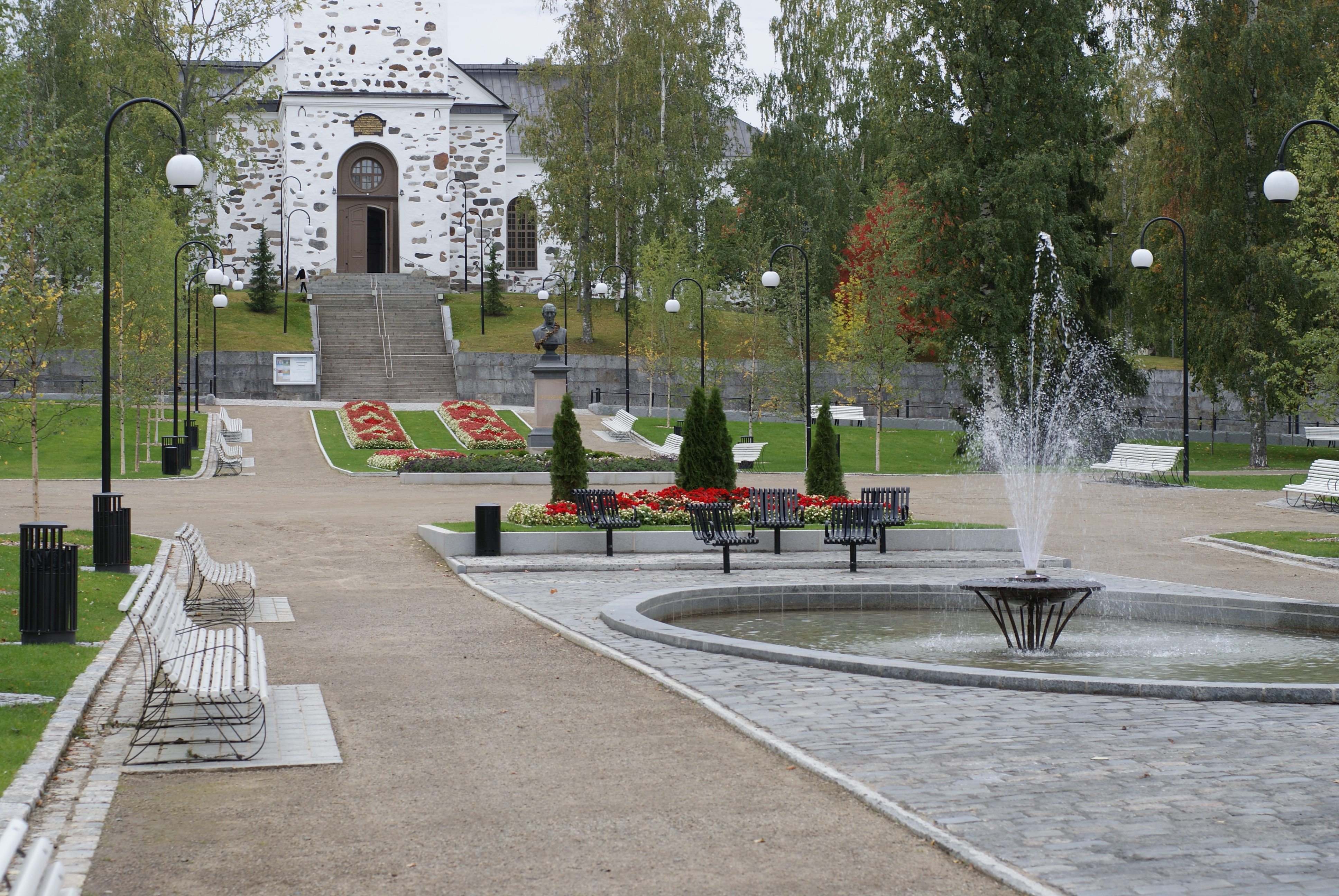
پارک روبروی کلیسای جامع کوئوپیو

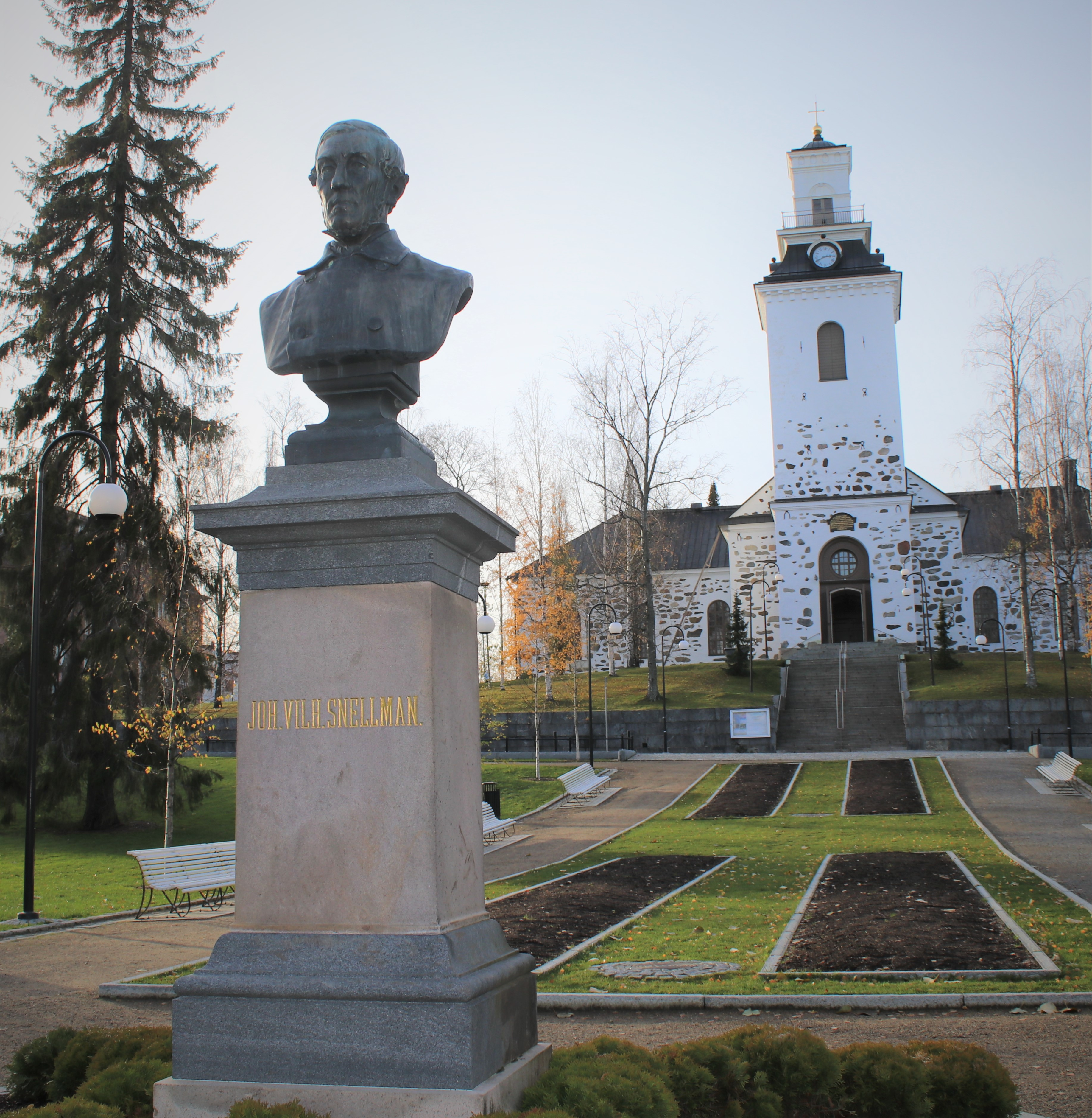
یوهانس تاکانن (۱۸۸۶) - سردیس جی وی اسنلمان - پارک اسنلمان - کوئوپیو

قبل از مرحله پارک، اولین بازار اصلی شهر، معروف به «کوستاانتوری» ("میدان گوستاو سوم")، «سوتورتوری" ("میدان بزرگ") یا «کیرکوتوری" ("میدان کلیسا")، در منطقه پارک اسنلمان واقع شده بود. از سال ۱۸۴۲، درختانی در این منطقه و اطراف کلیسای جامع کوئوپیو (در ابتدا سپیدار) کاشته شدند. در دهه ۱۸۵۰، میدان بازار قدیمی به محل فعلی میدان بازار کوئوپیو منتقل شد و میدان بازار سابق به طور گسترده‌تری به یک پارک تبدیل شد. این پارک به دلیل نزدیکی به کلیسای جامع به عنوان "Kirkkopuisto" ("پارک کلیسا") شناخته می‌شد. در وسط پارک، در ۳ ژوئیه ۱۸۸۶ از مجسمه سردیس جی. وی. اسنلمان که توسط یوهانس تاکانن ساخته شده بود، رونمایی شد که تا حد زیادی منجر به استفاده از نام فعلی پارک شد. منطقه پارک در چندین مرحله اصلاح شده است. در سال‌های ۲۰۱۸-۲۰۱۹، به عنوان بخشی از نوسازی پارک، بخش بزرگی از جایگاه قدیمی‌تر قطع خواهد شد. در این حالت، درختان ضعیف می‌توانند حذف شوند و فضای کافی برای نوری که نهال‌های جدید درخت نیاز دارند، پاکسازی می‌شود.
سازمان میراث فنلاند پارک اسنلمان و کلیسای جامع کوئوپیو و اطراف آن را به عنوان یک منطقه هدف مهم ملی برای محیط فرهنگی ساخته شده («پارک اسنلمان»، «کلیسای جامع کوئوپیو» و «بلوک‌های چوبی») طبقه‌بندی می‌کند.